# Kontrollleuchte
Kontrollleuchte ist die Bezeichnung für ein Licht aussendendes Anzeigeelement oder Signal, das über den Status einer zu überwachenden Einrichtung informiert.
Der Anwendungsbereich erstreckt sich von nahezu jedem elektrischen Gerät im Haushalt (Herd, Spülmaschine etc.) über die Computertechnik (Bildschirm), die Industrie und Anlagentechnik (Kraftwerksleitstelle) bis hin zur Fahrzeugtechnik (Ladekontrollleuchte für die Batterie).

## Automobiltechnik
Im Kraftfahrzeug werden Kontrollleuchten eingesetzt, um den Fahrer über den technischen Zustand des Fahrzeugs bzw. dessen Systeme zu informieren. Die Kontrollleuchten sind üblicherweise im Kombiinstrument, manchmal auch an anderer Stelle im Armaturenbrett angeordnet.
Kontrollleuchten dienen u. a. dazu, den Schaltzustand von Betriebsmitteln anzuzeigen (z. B. Blinker, Fernlicht). Warnleuchten werden sie auch genannt, wenn sie den Fahrer während der Fahrt über eine Fehlfunktion des Fahrzeugs informieren sollen.
Beim Einschalten der Zündung werden die Kontrollleuchten für wenige Sekunden eingeschaltet. Dadurch kann der Fahrer die Funktionsfähigkeit der Kontrollleuchten überprüfen. Über die konkret vorhandenen Kontrollleuchten sollte sich jeder Fahrer im Bedienungshandbuch seines Fahrzeugs informieren. Dort ist auch die anzuratende Reaktion auf das Aufleuchten der jeweiligen Kontrollleuchte zu finden. Die für die Leuchte verwendete Farbe sagt zudem etwas über die Wichtigkeit des angezeigten Ereignisses aus. So steht grün für einen Hinweis, z. B. Blinker eingeschaltet, während gelb und rot Warnmeldungen, Störungen und Fehler anzeigen. Die vom Fahrzeughersteller verwendeten Farben und Symbole können sich dabei in Details unterscheiden.
Davon ausgenommen sind die Kontrollleuchten, die
- in Deutschland in der StVZO (§39a StVZO verweist im Anhang auf die Ratsrichtlinie 78/316/EWG in der entsprechenden Fassung)[1] oder
- in der Schweiz in der Verordnung über technische Anforderungen an Transportmotorwagen und deren Anhänger (Art. 2.12.6 TAFV 1 verweist auf 78/316/EWG und ist gültig für Transportmotorwagen der Klassen M1, M2, M3, N1, N2 und N3 gemäß Art. 11 und Art. 12 VTS, worunter alle Kraftfahrzeuge mit mindestens vier Rädern fallen)

geregelt sind.
Einige Beispiele:
| Bezeichnung                                       | Abbildung                                          | Bezeichnung                                      | Abbildung |
| ------------------------------------------------- | -------------------------------------------------- | ------------------------------------------------ | --- |
| Blinker                                           |                                                    | Anhängerblinker                                  | |
| Abblendlicht                                      |                                                    | Fernlicht                                        | |
| Nebelscheinwerfer                                 |                                                    | Nebelschlussleuchte                              | |
| Leuchtweitenregulierung                           |                                                    | offene Wagentür                                  | |
| Generator (Lichtmaschine)                         |                                                    | Bremsbelagverschleiß                             | |
| Motorkontrollleuchte                              | Motorkontrollleuchte                               | ABS                                              | ABS-Symbol |
| Öldruck                                           |                                                    | ESP                                              | |
| Wegfahrsperre                                     | (Opel Astra: PKW mit typischem Schloss abgebildet) | Parkbremse, „Handbremse“ (ggf. Bremsflüssigkeit) | |
| Geschwindigkeitsregelanlage                       |                                                    | Fußbremse betätigen (Automatikgetriebe)          | |
| Tanken                                            |                                                    | Vorglühen (Diesel)                               | |
| Airbag                                            |                                                    | Gurt anlegen                                     | |
| Reifendruckverlust                                |                                                    | Waschwasserstand                                 | |
| Partikelfilter                                    | (manchmal auch das Kürzel DPF)                     | Traktionskontrolle                               | (manchmal auch wie die Kontrollleuchte des Reifendruckverlustes nur mit einem durchgestrichenen TC innerhalb des Symbols anstatt eines Ausrufezeichens) |
| Lenkhilfe oder Elektronische Lenkungsverriegelung | Ein Lenkrad mit einem Ausrufezeichen daneben.      | Standlicht                                       | Standlicht Kontrollleuchte |